# Rood zwenkgras
Rood zwenkgras (Festuca rubra) is een vaste plant, die behoort tot de grassenfamilie (Gramineae oftewel Poaceae: beide namen zijn toegestaan). Gewoon rood zwenkgras en "rood zwenkgras met fijne uitlopers" worden veel gebruikt voor de aanleg van gazons. Rood zwenkgras kan goed tegen schaduw en groeit goed op zowel kleigrond als op arme, droge zandgrond. Op kleigrond kan het gewoon struisgras verdringen.
Het blad van vegetatieve spruiten is ingerold of min of meer vlak en 0,6-1,3 mm breed. Op het blad zitten meestal vijf nerven met naast de randen nog twee zeer zwakke nerfjes. De bladschede is meestal behaard en het tongetje is ongeveer 0,2 mm breed.
Rood zwenkgras bloeit in mei met een pluimvormige bloeiwijze. De ongeveer 17 mm lange aartjes hebben vijf tot zeven bloempjes met ongelijke kelkkafjes. Het langste kelkkafje is ongeveer 6 mm en het kortste 4 mm lang. Het onderste kroonkafje (lemma) is 5-8 mm lang en heeft een tot 3 mm lange kafnaald. De meeldraad heeft lichtgele of paarse, 4,5 mm lange helmhokjes. De vrucht is een graanvrucht.

## Variëteiten
Bij rood zwenkgras worden drie variëteiten onderscheiden:
- Gewoon rood zwenkgras (Festuca rubra var. commutata, synoniem: Festuca rubra var. fallax) met 2n=42 chromosomen.
- "Rood zwenkgras met forse uitlopers" (Festuca rubra var. rubra), met 2n = 42 chromosomen.
- "Rood zwenkgras met fijne uitlopers" (Festuca rubra var. trichophylla), met 2n = 56 chromosomen.

### Gewoon rood zwenkgras
Gewoon rood zwenkgras vormt zeer fijne bladeren en een zeer dichte zode.

### Rood zwenkgras met forse uitlopers
Dit type maakt lange ondergrondse uitlopers, vormt een minder dichte zode en verdraagt kort maaien minder goed dan de andere typen van rood zwenkgras. Ook zijn de bladeren minder fijn dan van de andere twee typen.

### Rood zwenkgras met fijne uitlopers
Dit type maakt korte ondergrondse uitlopers, vormt een zeer dichte zode en zeer fijne bladeren. Door de uitlopers kan het makkelijk open plekken opvullen.
Is naast het gebruik voor gazons ook zeer geschikt voor de inzaai van bermen, omdat het zout, dat voor de gladheidbestrijding wordt gebruikt, goed kan verdragen.

## Plantengemeenschap
Rood zwenkgras is een kensoort voor het verbond van Engels gras (Armerion maritimae), een groep van plantengemeenschappen van zilte, zandige bodems op de hogere schorren.

## Ziekten
Rood zwenkgras kan aangetast worden door de schimmelziekte rooddraad (Corticium fuciforme), waardoor de bladpunten afsterven. De ziekte kan herkend worden aan de rode schimmeldraden, die aan de bladpunten ontstaan.

## Waardplant
Rood zwenkgras is een waardplant voor de kleine argusvlinder, grote boswachter, voorjaarserebia, heivlinder en de boszandoog.

## Afbeeldingen

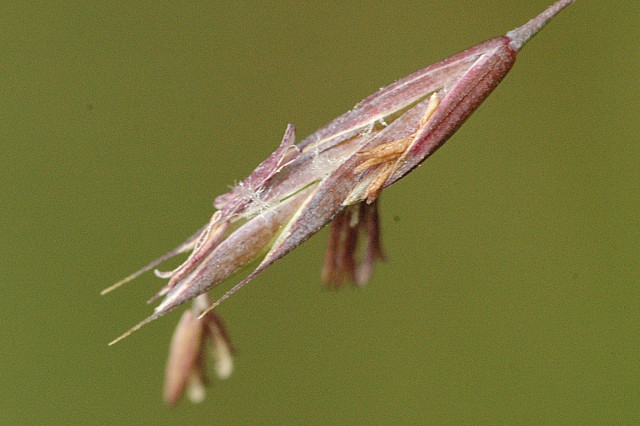
Bloeiend aartje van roodzwenkgras
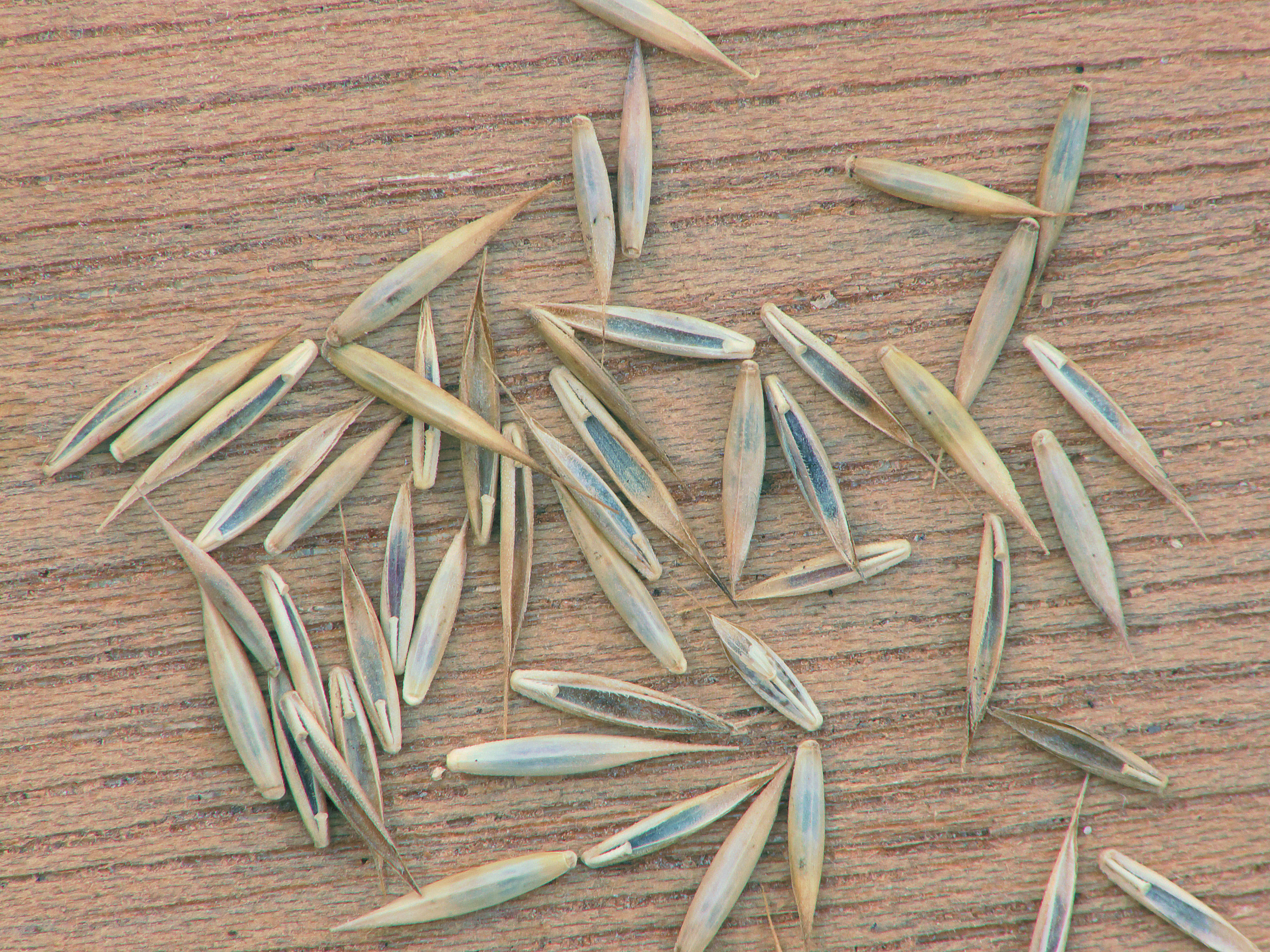
Vruchten van gewoon roodzwenkgras
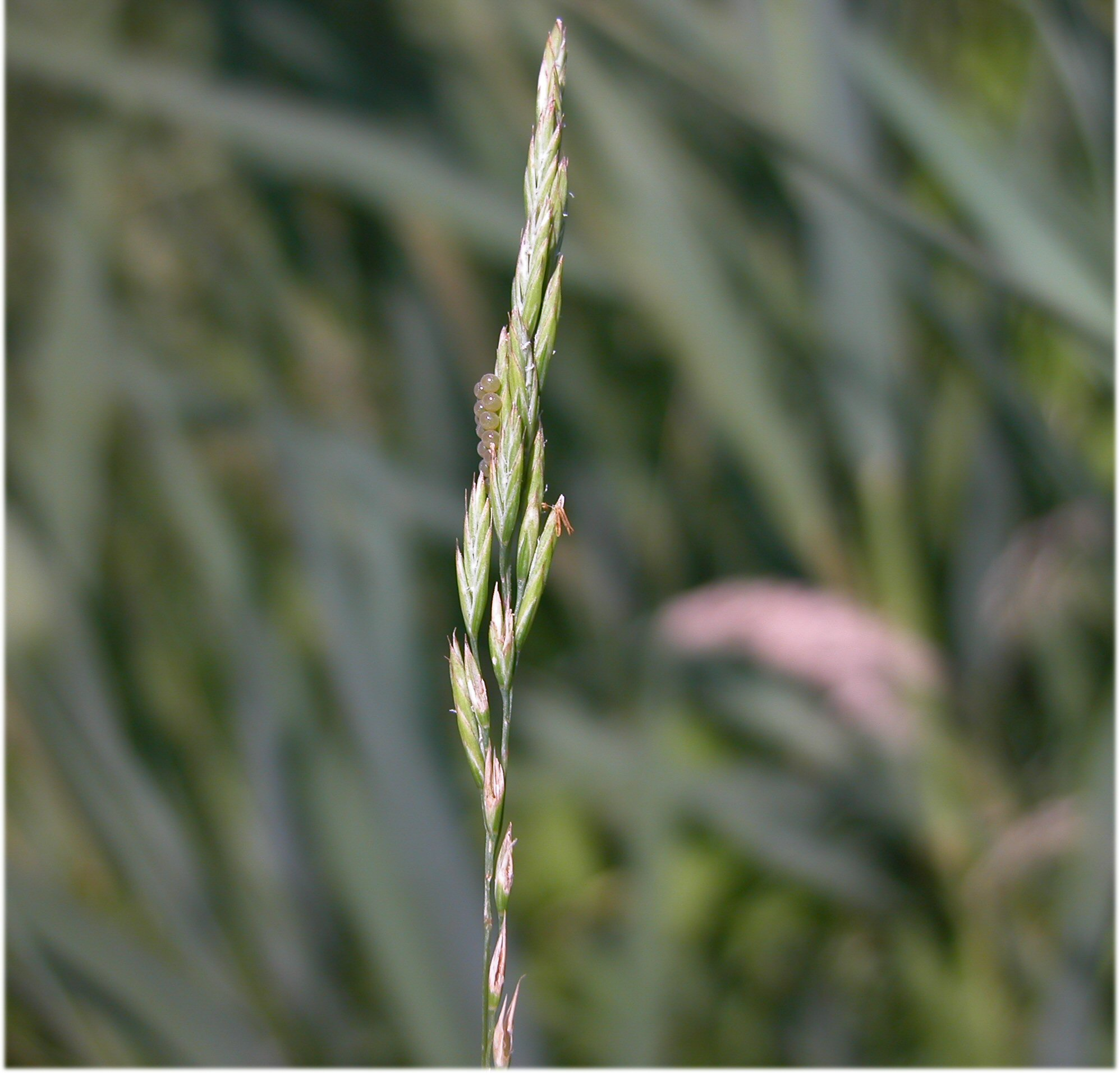
Bloeiwijze (met vlindereitjes)

## Namen in andere talen
- Gewoon rood zwenkgras
  - Duits: Horstrotschwingel
  - Engels: Red fescue
  - Frans: Fétuque rouge gazonnante
- Rood zwenkgras met forse uitlopers
  - Duits: Ausläuferrotschwingel
  - Engels: Creeping fescue
  - Frans: Fétuque rouge traçante
- Rood zwenkgras met fijne uitlopers
  - Duits: Rotschwingel mit kurzen Ausläufern
  - Engels: Slender creeping red fescue
  - Frans: Fétuque rouge demitraçante